# 粗毛玉叶金花
粗毛玉叶金花（学名：Mussaenda hirsutula）为茜草科玉叶金花属下的一个种。